# Concussion (película de 2013)
Concussion es una película dramática estadounidense de 2013 escrita y dirigida por Stacie Passon y protagonizada por Robin Weigert, Maggie Siff, Janel Moloney y Emily Kinney. Aunque no es un filme autobiográfico, su historia se inspiró en una conmoción cerebral leve sufrida por Passon poco antes de empezar a escribir el guion.

## Sinopsis
Abby y Kate forman una pareja del mismo sexo con una relación de años criando a sus dos hijos en un tranquilo barrio residencial. Todo parece estable hasta que Abby sufre un golpe en la cabeza. A partir de allí, todo comienza a replantearse. Lo que antes eran pequeñas tensiones, ahora se convierten en problemas imposibles de ignorar. Abby redescubre su deseo y siente un vacío emocional que la distancia de Kate, quien parece cada vez más distante y desconectada de la intimidad. De forma sorprendente, la prostitución aparece como una especie de autodescubrimiento.

## Reparto
- Robin Weigert es Abby
- Julie Fain Lawrence es Kate
- Janel Moloney es Pru
- Daniel London es Evan
- Maggie Siff es Sam Bennet
- Johnathan Tchaikovsky es Justin
- Ben Shenkman es Graeme
- Emily Kinney es la novia de Justin

Fuente:

## Estreno
La película se estrenó en el Festival de Cine de Sundance de 2013 y en el Festival Internacional de Cine de Berlín el mismo año. En Sundance consiguió un contrato con The Weinstein Company para su estreno general a finales de ese año. En la Berlinale, la película ganó el Premio Teddy del jurado como filme destacado sobre temática LGBT.

## Recepción

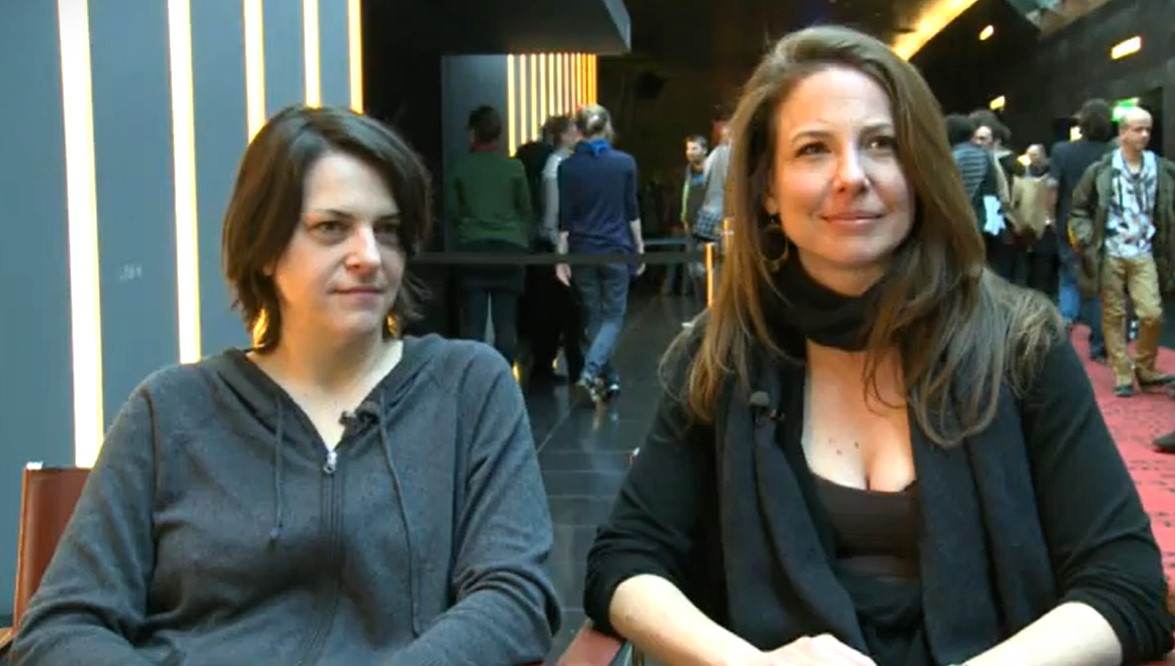
Stacie Passon y Robin Weigert durante la ceremonia del Premio Teddy.

Concussion ha recibido críticas generalmente positivas. Cuenta con un índice de aprobación del 77% en el portal especializado Rotten Tomatoes basado en 57 críticas, con una puntuación media de 6,47/10; el consenso del sitio afirma: «Inteligente, matizada y sexy, Concussion trasciende sus momentos más incómodos gracias a la notable interpretación estelar de Robin Weigert». En Metacritic, la película tiene una puntuación de 56/100, basada en los comentarios de 19 críticos, lo que indica reseñas «mixtas o medias».
Sheila O'Malley del portal de reseñas de Roger Ebert le otorgó tres estrellas y media de cuatro posibles y afirmó que, aunque la historia no es novedosa, la directora Stacie Passon la convierte en «algo único, algo fresco y extraño [...] El guion es excelente, con algunas aristas bastante afiladas, pero el mérito es sobre todo de Robin Weigert, cuya interpretación de Abby es una de las mejores del año». Tom Huddleston de Time Out afirmó: «La sugerencia de que la prostitución es una vía de autodescubrimiento sin riesgos para las madres de los suburbios roza lo ofensivo, pero Robin Weigert es fuerte y estupenda en el papel principal».
Escribiendo para The Times, Kate Muir la definió como una película «sorprendentemente sosa» y la comparó negativamente con otras producciones como Belle de Jour o Desperate Housewives. El crítico Geoffrey Macnab también realizó un paralelo negativo con la película de Luis Buñuel: «El drama de Stacie Passon es como Belle de Jour de Buñuel, pero sin tanto humor ni surrealismo». Para Sophie Monks Kaufman de la revista Little White Lies, la «actuación estelar» de Weigert no es suficiente para salvar la historia.
Concussion apareció en un listado de cinco películas «fuertes, diversas y controversiales» de 2013, publicado por el sitio web The Conversation. Otros filmes incluidos en la lista fueron L'inconnu du lac, La vida de Adele, Valentine Road y I Want Your Love.